# Орлов, Георгий Иванович
Гео́ргий Ива́нович Орло́в (эст. Grigori Orlov, 28 апреля 1884, Санкт-Петербург — 15 октября 1941, Сосьва, Свердловская область) — русский и эстонский врач, эстонский политик, член первой Государственной думы Эстонской Республики.

## Биография
Георгий Орлов родился 28 апреля 1884 года в Санкт-Петербурге в семье православного священника.
Среднее образование получил в Псковской гимназии. Окончил православную духовную семинарию и поступил на медицинский факультет Императорского Юрьевского университета, который окончил в 1911 году со степенью лекаря.
В качестве врача принимал участие в Первой мировой войне и в Эстонской освободительной войне (в рядах Северо-Западной армии). До 1919 года включительно работал земским врачом и главврачом 3-й русской больницы в Псковской губернии. В 1920 году приступил к работе врачом в деревне Лавры Печорского района.
Был избран в первую Государственную Думу Эстонской Республики (эст. Riigivolikogu) от 30-го избирательного округа (волости Лавровская, Роотова и Печорская), выборы в которую состоялись 23—25 февраля 1938 года. Проживал в городе Печоры по адресу улица Паю, дом 10.
Принимал участие в работе местных русских культурно-просветительских обществ. Почётный член комитета 2-го всегосударственного слёта русских хоров, состоявшегося в Печорах в 1939 году.
Арестован НКВД 14 июня 1941 года и этапирован в Россию, в Северо-Уральский исправительно-трудовой лагерь, где умер 15 октября во время предварительного следствия.

## Семья
- Жена — Вера Васильевна Орлова (9 сентября 1897—1942). Арестована вместе с мужем и сослана в Сибирь. Умерла в 1942 году в деревне Речка-Паня Александровского района Томской области[7].
- Сын — Всеволод Георгиевич Орлов (7 июля 1911—?). Окончил 8-классную школу, работал дорожным мастером, состоял в Омакайтсе. Арестован НКВД 7 августа 1944 года в Изборске, осуждён 26 марта того же года по статье 58-1а, приговор: 10 лет ИТЛ и 3 года поражения в правах. Отбывал наказание в Якутской АССР, освобождён 19 марта 1956 года[8].
- Сын — Игорь Георгиевич Орлов (1917—1944). В 1941 году был мобилизован в Красную армию, где служил санитаром. В звании младшего сержанта в составе 917-го стрелкового полка 249-й стрелковой дивизии погиб 10 октября 1944 года в бою у Техумарди. Захоронен в братской могиле в деревне Техумарди[9].